# Maneo
Les Maneo sont une population sédentaire de chasseurs-cueilleurs qui vit dans des montagnes et le littoral méridonal du centre de l'île indonésienne de Céram dans les Moluques. On compte environ 500 Maneo habitant 4 villages de montagne ou éparpillés dans la forêt, et encore 500 répartis entre 2 villages côtiers récemment établis.
Les Maneo parlent un dialecte de la langue manusela, un sous-groupe du groupe malayo-polynésien central-oriental de la branche malayo-polynésienne des langues austronésiennes.